# AK Delta Slagelse
Slagelse Atletik DELTA tidligere Atletikklubben Delta Slagelse er en dansk atletikklub stiftet 3. december 1974. Klubben startede oprindeligt i Skælskør, men rykkede efter fem år til Slagelse, hvor den har holdt til siden. De senere år har klubben holdt til på atletikstadion ved Nørrevang.
Delta havde en storhedstid i 1980'erne med aktive som Niels Gejl og Vivian Kraft. Som andre provinsklubber har der gennem årene været tab af dygtige unge atleter, når de er taget til København for at studere.
Fra 2019 har der været et samarbejde om masterstræning på torsdage med Dianalund IF.